# シモン・マイスラゼ
シモン・マイスラゼ（グルジア語: სიმონ მაისურაძე、Simon Maisuradze、1986年9月14日 - ）は、ジョージアのラグビーユニオン指導者。

## プロフィール
- ジョージア・トビリシ出身[1]。
- 現役時代のポジションはプロップ(PR)。
- 身長 181cm、体重 108kg
- ジョージア代表通算キャップ数は33でワールドカップ2015のジョージア代表に選ばれた[2]。

## 略歴
ASMクレルモン・オーヴェルニュ、スタッド・バグネライス、アヴニール・ヴァランシエンを経て、2015年、ASマコンに加入。
2018年、現役引退。アメリカ代表・ルーマニアン・ウルブズのコーチを歴任して、2024年、ルーマニア代表のFWコーチに就任。